# Démographie de la Somme
La démographie de la Somme est caractérisée par une densité moyenne et une population qui croît lentement depuis les années 1950.
Avec ses 565 540 habitants en 2022, le département français de la Somme se situe en 44e position sur le plan national.
En six ans, de 2015 à 2021, sa population a diminué de près de 5 650 unités, c'est-à-dire de plus ou moins 940 personnes par an. Mais cette variation est différenciée selon les 772 communes que comporte le département.
La densité de population de la Somme, 91,7 habitants par kilomètre carré en 2022, est inférieure à celle de la France entière qui est de 107,1 hab./km2 pour la même année.

## Évolution démographique du département de la Somme
En 2022, le département comptait 565 540 habitants, en évolution de −1,26 % par rapport à 2016 (France hors Mayotte : +2,11 %).
| 1791 | 1801    | 1806    | 1821    | 1826    | 1831    | 1836    | 1841    | 1846    |
| ---- | ------- | ------- | ------- | ------- | ------- | ------- | ------- | ------- |
| -    | 459 453 | 494 642 | 508 710 | 526 282 | 543 924 | 552 706 | 559 680 | 570 529 |

| 1851    | 1856    | 1861    | 1866    | 1872    | 1876    | 1881    | 1886    | 1891    |
| ------- | ------- | ------- | ------- | ------- | ------- | ------- | ------- | ------- |
| 570 641 | 566 619 | 572 646 | 572 640 | 557 015 | 556 641 | 550 837 | 548 982 | 546 495 |

| 1896    | 1901    | 1906    | 1911    | 1921    | 1926    | 1931    | 1936    | 1946    |
| ------- | ------- | ------- | ------- | ------- | ------- | ------- | ------- | ------- |
| 543 279 | 537 848 | 532 567 | 520 161 | 452 624 | 473 916 | 466 626 | 467 479 | 441 368 |

| 1954    | 1962    | 1968    | 1975    | 1982    | 1990    | 1999    | 2006    | 2011    |
| ------- | ------- | ------- | ------- | ------- | ------- | ------- | ------- | ------- |
| 464 153 | 488 225 | 512 113 | 538 462 | 544 570 | 547 825 | 555 551 | 564 319 | 571 211 |

| 2016    | 2021    | 2022    | - | - | - | - | - | - |
| ------- | ------- | ------- | - | - | - | - | - | - |
| 572 744 | 566 252 | 565 540 | - | - | - | - | - | - |

## Population par divisions administratives

### Arrondissements
Le département de la Somme comporte quatre arrondissements. La population se concentre principalement sur l'arrondissement d'Amiens, qui recense 54 % de la population totale du département en 2022, avec une densité de 130,2 hab./km2, contre 22 % pour l'arrondissement d'Abbeville, 16 % pour celui de Péronne et 8 % pour celui de Montdidier.
| Arrondissement  | Population(2022) | Variation(2022/2016)                       | Superficie(km2) | Densité(hab./km2) |
| --------------- | ---------------- | ------------------------------------------ | --------------- | ----------------- |
| Amiens          | 305 111          | en évolution de +0,27 % par rapport à 2016 | 2 343,1         | 130,2             |
| Abbeville       | 121 655          | en évolution de −3,35 % par rapport à 2016 | 1 560,6         | 78                |
| Péronne         | 91 970           | en évolution de −3,08 % par rapport à 2016 | 1 484,6         | 61,9              |
| Montdidier      | 46 804           | en évolution de −1,88 % par rapport à 2016 | 781,9           | 59,9              |
| Source : Insee. |                  |                                            |                 |                   |

### Communes de plus de5 000 habitants
Sur les 772 communes que comprend le département de la Somme, 34 ont en 2021 une population municipale supérieure à 2 000 habitants, neuf ont plus de 5 000 habitants et deux ont plus de 10 000 habitants : Amiens et Abbeville.
Les évolutions respectives des communes de plus de 5 000 habitants sont présentées dans le tableau ci-après.
| Commune         | Population(2022) | Variation(2022/2016)                       | Superficie(km2) | Densité(hab./km2) |
| --------------- | ---------------- | ------------------------------------------ | --------------- | ----------------- |
| Amiens          | 134 780          | en évolution de +0,77 % par rapport à 2016 | 49,76           | 2 708,6           |
| Abbeville       | 22 406           | en évolution de −3,55 % par rapport à 2016 | 26,42           | 848,1             |
| Albert          | 9 658            | en évolution de −2,94 % par rapport à 2016 | 13,8            | 699,9             |
| Péronne         | 7 139            | en évolution de −6,41 % par rapport à 2016 | 14,16           | 504,2             |
| Corbie          | 6 080            | en évolution de −3,31 % par rapport à 2016 | 16,25           | 374,2             |
| Montdidier      | 5 978            | en évolution de −4,72 % par rapport à 2016 | 12,58           | 475,2             |
| Doullens        | 5 814            | en évolution de −7,41 % par rapport à 2016 | 33,4            | 174,1             |
| Longueau        | 5 726            | en évolution de +3,17 % par rapport à 2016 | 3,42            | 1 674,3           |
| Roye            | 5 748            | en évolution de −1,98 % par rapport à 2016 | 15,55           | 369,6             |
| Source : Insee. |                  |                                            |                 |                   |

## Structures des variations de population

### Soldes naturels et migratoires depuis 1968
La variation moyenne annuelle est positive mais en baisse depuis les années 1970, passant de 0,7 à −0,2 %.
Le solde naturel annuel qui est la différence entre le nombre de naissances et le nombre de décès enregistrés au cours d'une même année, a baissé, passant de 0,7 à 0 %. La baisse du taux de natalité, qui passe de 18,7 à 10,3 ‰, n'est en fait pas compensée par une baisse du taux de mortalité, qui parallèlement passe de 11,7 à 10,3 ‰.
Le flux migratoire devient négatif sur la période courant de 1968 à 2021, passant de 0 à −0,2 %. 
| Indicateurs démographiques                       | 1968 à1975 | 1975 à1982 | 1982 à1990 | 1990 à1999 | 1999 à2010 | 2010 à2015 | 2015 à2021 |
| ------------------------------------------------ | ---------- | ---------- | ---------- | ---------- | ---------- | ---------- | ---------- |
| Variation annuelle moyenne de la population en % | 0,7        | 0,2        | 0,1        | 0,2        | 0,2        | 0,0        | -0,2       |
| - due au solde naturel en %                      | 0,7        | 0,4        | 0,4        | 0,3        | 0,3        | 0,2        | -0,0       |
| - due au solde apparent des entrées sorties en % | 0,0        | -0,3       | -0,3       | -0,1       | -0,1       | -0,2       | -0,2       |
| Taux de natalité en ‰                            | 18,7       | 15,3       | 14,4       | 12,8       | 12,6       | 12,0       | 10,3       |
| Taux de mortalité en ‰                           | 11,7       | 11,2       | 10,6       | 9,8        | 9,6        | 9,6        | 10,3       |
| Source : Insee.                                  |            |            |            |            |            |            |            |

### Mouvements naturels sur la période 2014-2022
En 2014, 6 506 naissances ont été dénombrées contre 5 409 décès. Le nombre annuel des naissances a diminué depuis cette date, passant à 5 579 en 2022, indépendamment à une augmentation, mais relativement faible, du nombre de décès, avec 6 247 en 2022. Le solde naturel est ainsi négatif et diminue, passant de 1 097 à -668.
Pour des raisons techniques, il est temporairement impossible d'afficher le graphique qui aurait dû être présenté ici.

## Densité de population
La densité de population est en augmentation depuis 1968.
En 2021, la densité était de 91,8 hab./km2.
| 1968 |  | 82.9 |  |

| 1975 |  | 87.3 |  |

| 1982 |  | 88.3 |  |

| 1990 |  | 88.8 |  |

| 1999 |  | 90.0 |  |

| 2010 |  | 92.5 |  |

| 2015 |  | 92.7 |  |

| 2021 |  | 91.8 |  |

## Répartition par sexes et tranches d'âges
La population du département est plus jeune qu'au niveau national.
En 2021, le taux de personnes d'un âge inférieur à 30 ans s'élève à 35,9 %, soit au-dessus de la moyenne nationale (35,1 %). À l'inverse, le taux de personnes d'âge supérieur à 60 ans est de 26,9 % la même année, alors qu'il est de 26,6 % au niveau national.
En 2021, le département comptait 274 671 hommes pour 291 581 femmes, soit un taux de 51,49 % de femmes, légèrement inférieur au taux national (51,61 %).
Les pyramides des âges du département et de la France s'établissent comme suit.
| Hommes | Classe d’âge | Femmes |
| ------ | ------------ | ------ |
| 0,6    | 90 ou +      | 1,8    |
| 6,7    | 75-89 ans    | 9,4    |
| 17,2   | 60-74 ans    | 18,1   |
| 19,8   | 45-59 ans    | 19,1   |
| 18,2   | 30-44 ans    | 17,5   |
| 19,4   | 15-29 ans    | 18     |
| 18,2   | 0-14 ans     | 16,2   |

| Hommes | Classe d’âge | Femmes |
| ------ | ------------ | ------ |
| 0,7    | 90 ou +      | 1,9    |
| 7,0    | 75-89 ans    | 9,5    |
| 16,6   | 60-74 ans    | 17,5   |
| 20,0   | 45-59 ans    | 19,5   |
| 18,8   | 30-44 ans    | 18,3   |
| 18,3   | 15-29 ans    | 16,7   |
| 18,6   | 0-14 ans     | 16,7   |

## Répartition par catégories socioprofessionnelles
La catégorie socioprofessionnelle des ouvriers est surreprésentée par rapport au niveau national. Avec 15 % en 2021, elle est 3,3 points au-dessus du taux national (11,7 %). La catégorie socioprofessionnelle des cadres et professions intellectuelles supérieures est quant à elle sous-représentée par rapport au niveau national. Avec 6,6 % en 2021, elle est 3,5 points en dessous du taux national (10,1 %).
| Catégorie socioprofessionnelle                    | 2015    | 2015 | 2021    | 2021 | Détails de l'année 2021 | Détails de l'année 2021 | Détails de l'année 2021            | Détails de l'année 2021            | Détails de l'année 2021            |
| Catégorie socioprofessionnelle                    | Nb      | %    | Nb      | %    | Hommes                  | Femmes                  | Part en % de la population âgée de | Part en % de la population âgée de | Part en % de la population âgée de |
| Catégorie socioprofessionnelle                    | Nb      | %    | Nb      | %    | Hommes                  | Femmes                  | 15 à 24 ans                        | 25 à 54 ans                        | 55 ans ou +                        |
| ------------------------------------------------- | ------- | ---- | ------- | ---- | ----------------------- | ----------------------- | ---------------------------------- | ---------------------------------- | ---------------------------------- |
| Agriculteurs exploitants                          | 4 955   | 1,1  | 4 812   | 1,0  | 3 736                   | 1 076                   | 0,1                                | 1,4                                | 0,9                                |
| Artisans, commerçants, chefs d'entreprise         | 12 161  | 2,6  | 12 999  | 2,8  | 8 721                   | 4 279                   | 0,5                                | 4,6                                | 1,7                                |
| Cadres et professions intellectuelles supérieures | 28 542  | 6,1  | 31 107  | 6,6  | 17 532                  | 13 576                  | 1,9                                | 11,7                               | 3,0                                |
| Professions intermédiaires                        | 59 326  | 12,7 | 60 115  | 12,8 | 28 043                  | 32 072                  | 7,7                                | 22,5                               | 4,4                                |
| Employés                                          | 75 213  | 16,1 | 72 651  | 15,5 | 17 683                  | 54 968                  | 13,7                               | 24,6                               | 6,3                                |
| Ouvriers                                          | 73 561  | 15,7 | 70 178  | 15,0 | 54 935                  | 15 243                  | 14,0                               | 23,9                               | 5,6                                |
| Retraités                                         | 129 322 | 27,6 | 130 817 | 27,9 | 59 693                  | 71 125                  | 0,0                                | 0,1                                | 69,2                               |
| Autres personnes sans activité professionnelle    | 85 076  | 18,2 | 86 094  | 18,4 | 34 213                  | 51 880                  | 62,0                               | 11,1                               | 8,8                                |
| Ensemble                                          | 468 156 | 100  | 468 773 | 100  | 224 554                 | 244 219                 | 100                                | 100                                | 100                                |
| Sources : Insee,.                                 |         |      |         |      |                         |                         |                                    |                                    |                                    |